# 愛德華·莫立
愛德華·威廉姆斯·莫立（英語：Edward Williams Morley，1838年1月29日—1923年2月24日），是一位美國物理學家，化學家。他與阿爾伯特·邁克生合作完成著名的邁克生-莫立實驗。

## 早期生涯
莫立生於美國紐澤西州的紐華克城市。父親 是一位牧師。莫立在康乃狄克州，哈特福縣長大成年。莫立三歲就能認字，六歲就開始讀拉丁文，是一位天才神童。他父親家中圖書館的書都被他讀完了。1857年，進入 ，那時候美國最優等的學校之一，主修自然歷史。畢業後，又留校一年，學習天文學。他父母親想要他繼承父親的工作，成為牧師。莫立於是又進入  學習神學。妻子是  。

## 事業
從 1869 年到 1906 年，莫立任聘為 西方儲備大學化學系的教授。西方儲備大學與凱斯理工學院於1967年合併，成為今天的凱斯西儲大學。
莫立最為人知的傑作，是他與邁克生於1887年共同合作的邁克生-莫立實驗。雖然他和邁克生都不認為這實驗推翻了以太假說，很多物理學家覺得他們達到了這目的。阿爾伯特·愛因斯坦也被這實驗影響，引領出想出相對論。因為這實驗，邁克生榮獲 1907 年的諾貝爾物理獎。莫立稍後又與  共同合作從事其他類似的以太實驗研究。
莫立曾經研究地球大氣層的氧氣成分，熱膨脹，和在磁場內的光速。

## 榮譽
1895年，莫立榮任美國科學促進會的會長。1899 年，他又擔任美國化學會的會長。同年，美國化學學會的芝加哥分部頒發給他  。為了獎勵他準確地測量出氧原子與氫原子的相對原子量，倫敦皇家學會頒發給他 1907 年的 。由於他對化學貢獻良多，賓夕法尼亞州的法蘭克林學院 (Franklin Institute) 於 1912 年授予  。
為了紀念他在科學方面的貢獻，月球的莫立隕石坑以他命名。在康州哈特福縣，莫立小學也是以他命名，他的住家在 1975 年被列為國家歷史地標 (National Historic Landmark) 。